# Maharashtra Open 2019
Maharashtra Open 2019, oficiálním názvem Tata Open Maharashtra 2019, byl tenisový turnaj mužů na profesionálním okruhu ATP Tour, hraný v areálu Mhalunge Balewadi Tennis Complex na otevřených dvorcích s tvrdým povrchem Plexi Pave. Konal se na úvod sezóny mezi 31. prosince a 5. lednem 2019 v indickém městě Puné jako dvacátý čtvrtý ročník turnaje. 
Událost se řadila do kategorie ATP Tour 250. Celkový rozpočet činil 589 680 dolarů. Nejvýše nasazeným hráčem ve dvouhře se stal šestý tenista světa Kevin Anderson z Jihoafrické republiky. Jako poslední přímý účastník do hlavní singlové soutěže nastoupil portugalský 103. hráč žebříčku Pedro Sousa, jehož na úvod vyřadil Lotyš Ernests Gulbis.
Šestý singlový titul na okruhu ATP Tour vybojoval Kevin Anderson. Jihoafričan měřící 203 cm a poražený finalista Karlović s výškou 211 cm odehráli „nejvyšší“ finále v historii ATP, když v žádném předchozím boji o titul se neobjevila vyšší dvojice hráčů. 39letý Karlović se navíc stal nejstarším singlovým finalistou okruhu ATP, respektive Grand Prix, od roku 1977, kdy hongkongský titul vybojoval 43letý Ken Rosewall. Premiérovou společnou trofej ze čtyřhry ATP si odvezla indická dvojice Rohan Bopanna a Divij Šaran.

## Rozdělení bodů a finančních odměn

### Rozdělení bodů
| Soutěž  | vítězové | finalisté | semifinalisté | čtvrtfinalisté | 16 v kole | 32 v kole | Q  | Q2 | Q1 |
| ------- | -------- | --------- | ------------- | -------------- | --------- | --------- | -- | -- | -- |
| dvouhra | 250      | 150       | 90            | 45             | 20        | 0         | 12 | 6  | 0  |
| čtyřhra | 250      | 150       | 90            | 45             | 0         | —         | —  | —  | —  |

### Finanční odměny
| Soutěž                              | vítězové | finalisté | semifinalisté | čtvrtfinalisté | 16 v kole | 32 v kole | Q2     | Q1     |
| ----------------------------------- | -------- | --------- | ------------- | -------------- | --------- | --------- | ------ | ------ |
| dvouhra                             | $90 990  | $49 205   | $27175        | $15 435        | $8 880    | $5 320    | $2 575 | $1 285 |
| čtyřhra                             | $29 860  | $5 300    | $8 290        | $4 740         | $2 780    | —         | —      | —      |
| částka ve čtyřhře je uvedena na pár |          |           |               |                |           |           |        |        |

## Dvouhra mužů

### Nasazení
| Stát                             | Hráč                    | ATP | Nasazení |
| -------------------------------- | ----------------------- | --- | -------- |
| Jižní Afrika                     | Kevin Anderson          | 6.  | 1.       |
| Jižní Korea                      | Čong Hjon               | 25. | 2.       |
| Francie                          | Gilles Simon            | 30. | 3.       |
| Tunisko                          | Malek Džazírí           | 45. | 4.       |
| Francie                          | Benoît Paire            | 52. | 5.       |
| Španělsko                        | Roberto Carballés Baena | 73. | 6.       |
| Španělsko                        | Jaume Munar             | 81. | 7.       |
| Španělsko                        | Pablo Andújar           | 83. | 8.       |
| Žebříček ATP k 24. prosinci 2018 |                         |     |          |

### Jiné formy účasti
Následující hráčí obdrželi divokou kartu do hlavní soutěže:
- Prajnéš Gunneswaran
- Arjun Kadhe[7]
- Ramkumar Ramanathan

Následující hráč využil k účasti ve dvouhře žebříčkovou ochranu:
- Steve Darcis

Následující hráči postoupili z kvalifikace:
- Félix Auger-Aliassime
- Simone Bolelli
- Antoine Hoang
- Saketh Myneni

Následující hráč postoupil z kvalifikace jako tzv. šťastný poražený:
- Thiago Monteiro

### Odhlášení
před zahájením turnaje
- Marin Čilić → nahradil jej  Pedro Sousa
- Saketh Myneni → nahradil jej  Thiago Monteiro

## Mužská čtyřhra

### Nasazení
| Stát                                                                                      | Hráč              | Stát      | Hráč              | ATP  | Nasazení |
| ----------------------------------------------------------------------------------------- | ----------------- | --------- | ----------------- | ---- | -------- |
| Indie                                                                                     | Rohan Bopanna     | Indie     | Divij Šaran       | 76.  | 1.       |
| Rakousko                                                                                  | Philipp Oswald    | Německo   | Tim Pütz          | 112. | 2.       |
| Salvador                                                                                  | Marcelo Arévalo   | USA       | James Cerretani   | 115. | 3.       |
| Španělsko                                                                                 | Gerard Granollers | Španělsko | Marcel Granollers | 117. | 4.       |
| Žebříček ATP k 24. prosinci 2018; číslo je součtem žebříčkového postavení obou členů páru |                   |           |                   |      |          |

### Jiné formy účasti
Následující páry obdržely divokou kartu do hlavní soutěže:
- Sriram Baladži /  Arjun Kadhe
- Purav Radža /  Ramkumar Ramanathan

## Přehled finále

### Mužská dvouhra
- Kevin Anderson vs.  Ivo Karlović, 7–6(7–4), 6–7(2–7), 7–6(7–5)

### Mužská čtyřhra
- Rohan Bopanna /  Divij Šaran vs.  Luke Bambridge /  Jonny O'Mara, 6–3, 6–4